# オールナイトニッポンPODCAST アンガールズのジャンピン
『オールナイトニッポンPODCAST アンガールズのジャンピン』（オールナイトニッポンポッドキャスト アンガールズのジャンピン）は、アンガールズがパーソナリティを務めるラジオ番組。
ニッポン放送 PODCAST STATION他で配信されている。

## 概要
2004年10月29日（30日深夜）、毎週金曜日（土曜日深夜）のオールナイトニッポンRの週替りパーソナリティ枠にて『アンガールズのオールナイトニッポンR』を放送。
2020年9月27日（26日深夜）、毎週日曜日（土曜日深夜）のオールナイトニッポン0（ZERO）の週替りパーソナリティ枠にて、『オールナイトニッポン お笑いラジオスターウィーク』の一環として『アンガールズのオールナイトニッポン0（ZERO）』を放送。アンガールズがコンビでオールナイトニッポンを担当したことは16年ぶりである。
2021年10月5日、オールナイトニッポンPODCAST枠が新設されたことにより、『オールナイトニッポンPODCAST アンガールズのジャンピン』が放送開始。
Twitterのハッシュタグは「#アンガールズANNP」、メールアドレスは一貫して、「ung@allnightnippon.com」である。
タイトルの『ジャンピン』は田中が合コンでジャンボタニシはピンクの卵を産むという話をして、食欲を失わせたことからきてる。
2022年1月23日（22日深夜）、『オードリーのオールナイトニッポン』の放送休止に伴う代理番組として『アンガールズのオールナイトニッポン』を放送。アンガールズが地上波のオールナイトニッポンにメインとして出演するのは先述の2部以来、2年ぶりで1部枠は本人達念願の初担当となる。なお、田中は放送当日の夕方に微熱の症状が出たため、大事をとって自宅からのリモート出演となった。
2023年12月8日には約2年ぶりの地上波放送となる『アンガールズのオールナイトニッポンGOLD』が放送された。

## 出演者

### パーソナリティ
- アンガールズ（田中卓志、山根良顕）

## コーナー

### 現在のコーナー
有楽町リベンジャーズ
リスナーからヤンキーに苦しめられたエピソードを募り、2人がどうしたらヤンキーを撲滅できるか考えるコーナー。

お～い、タナ!＆山根さん!
世の中への不平不満からほっこりする子どもの話題まで、「お～い、タナ!/山根さん!」で始まる、2人に言いたいことをリスナーから募るコーナー。
「タナ」は田中、「山根さん」は山根のことを指す。

令和人間図鑑
芸能人や有名人、リスナーの周りにいる人を、『○○人間』とジャンル分けして募るコーナー。

女子でも送れる！ゆるふわ大喜利
女子人気を増やすべく、ポップでファンシーな題材の大喜利を行う。原則、女性リスナーしか送ることは出来ないが、男性リスナーからと思わしきメールも多々送られてきている。